# St-Germain (Auros)

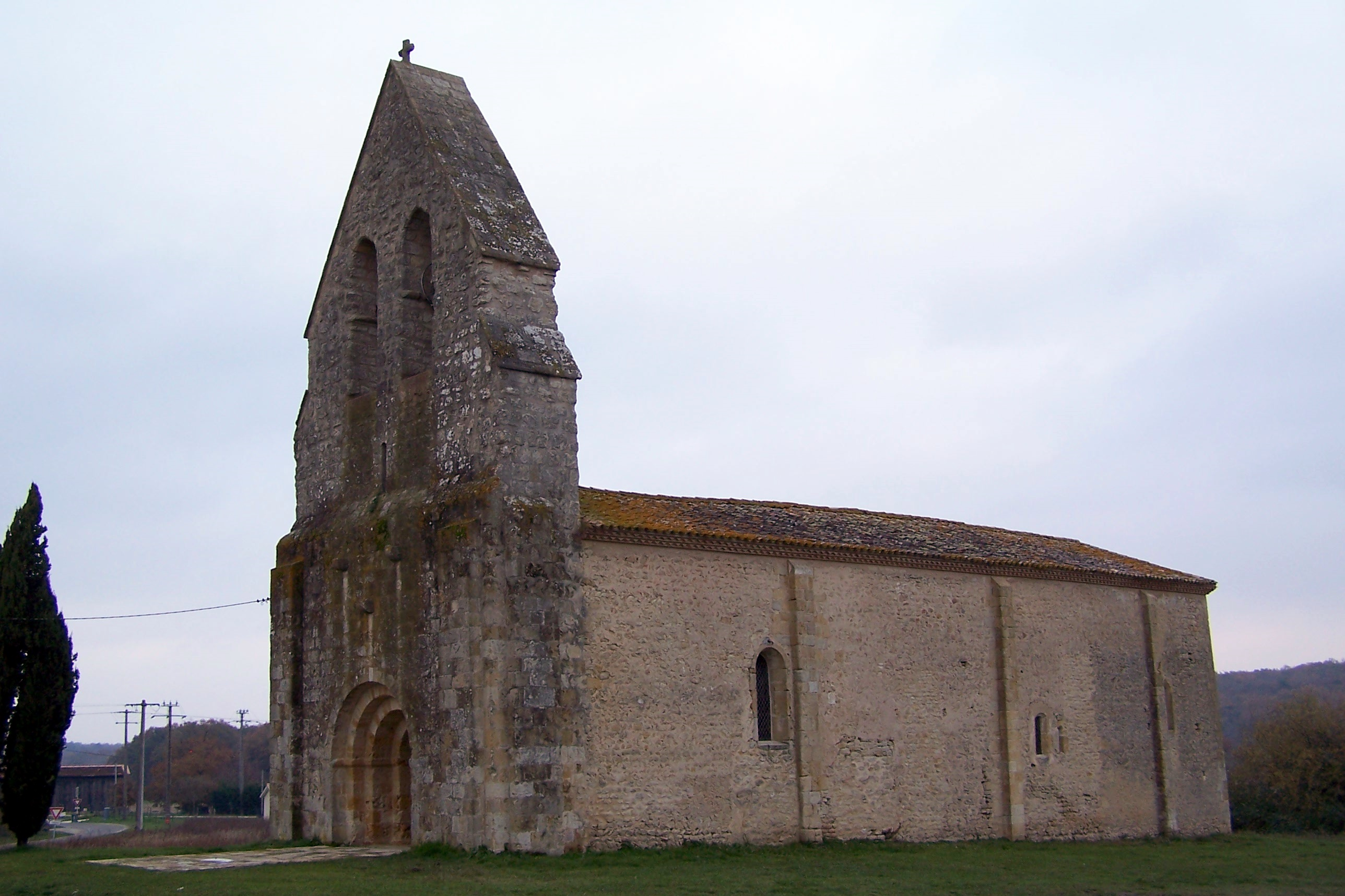
Kirche St-Germain in Auros

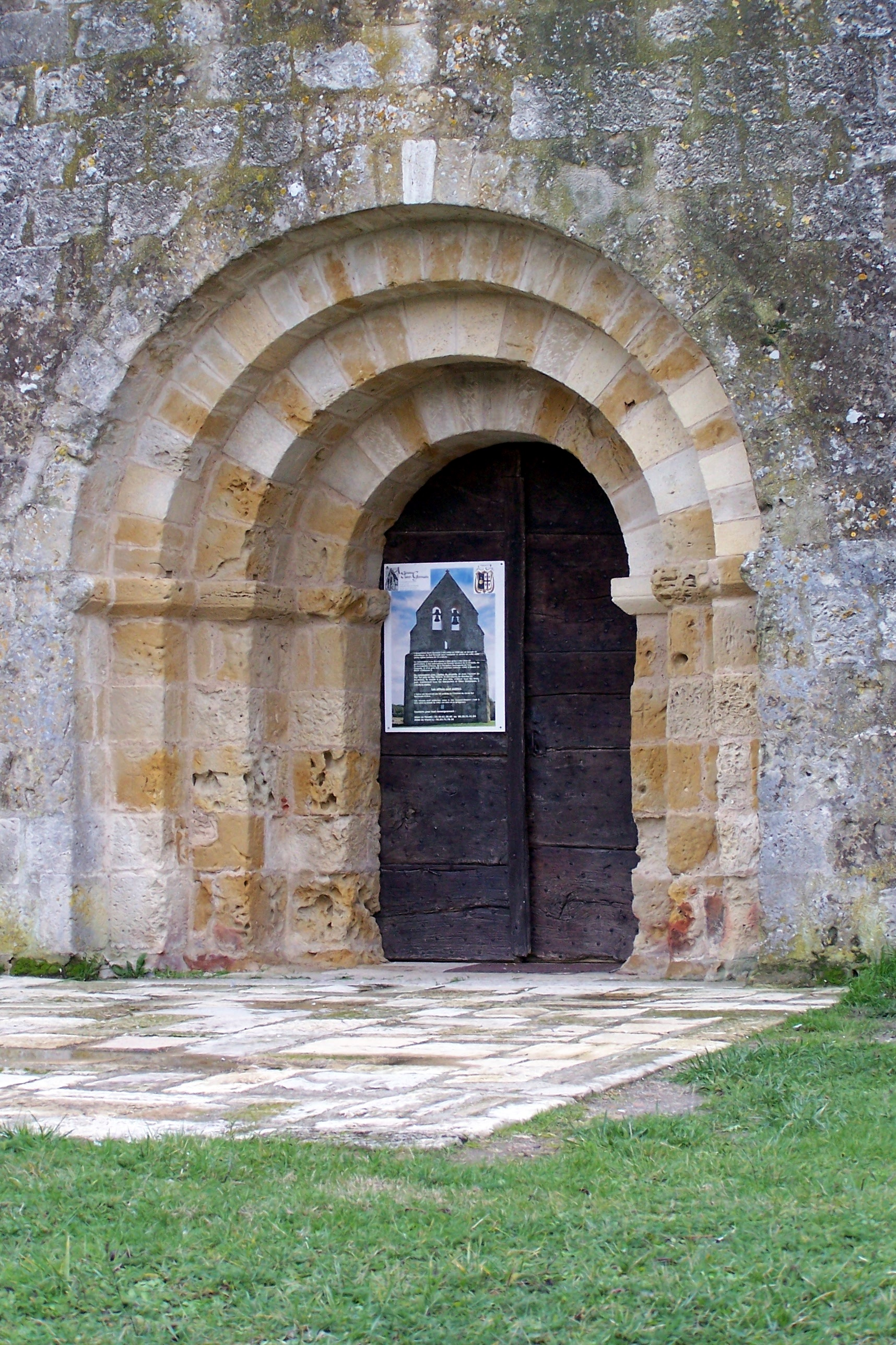
Rundbogenportal

Die katholische Kirche St-Germain in Auros, einer französischen Gemeinde im Département Gironde in der Region Nouvelle-Aquitaine, wurde im 11./12. Jahrhundert errichtet. Die  ehemalige Pfarrkirche ist dem heiligen Germanus von Auxerre geweiht. 
Der romanische Saalbau, der zu einem wüst gewordenen Weiler gehörte, wurde seit der Revolution für landwirtschaftliche Zwecke genutzt. Die Association Saint Germain kaufte und renovierte das Gebäude im Jahr 1990, in dem nun wieder Gottesdienste stattfinden.